# Sugarsnap

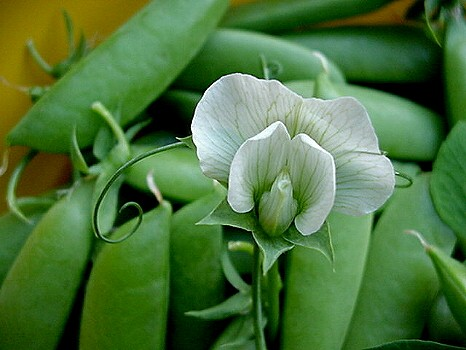
Sugarsnaps met op de voorgrond de vlinderbloemige bloem

Sugarsnap, ook wel suikererwt, suikerpeul, vleeserwt of vleespeul is een groente van de soort Pisum sativum, var. marcrocarpon. Het is een erwtenvariëteit, die net zoals peultjes inclusief de peul gegeten wordt. De peul van een sugarsnap is door de aanwezige erwten aanzienlijk dikker, lijkt meer op die van de peul van de erwt, dan die van een peultje en is 4–6 cm lang. Sugarsnaps smaken door de aanwezige erwten ook zoeter dan peultjes, vandaar ook de populaire naam.
Sugarsnaps zijn een kruising tussen doperwten en peultjes. De eerste kruising dateert uit 1952. Sinds 1979 zijn er betere rassen beschikbaar.
Sugarsnaps zijn vers in de handel verkrijgbaar, maar worden ook in diepgevroren vorm aangeboden.

## Bereiding

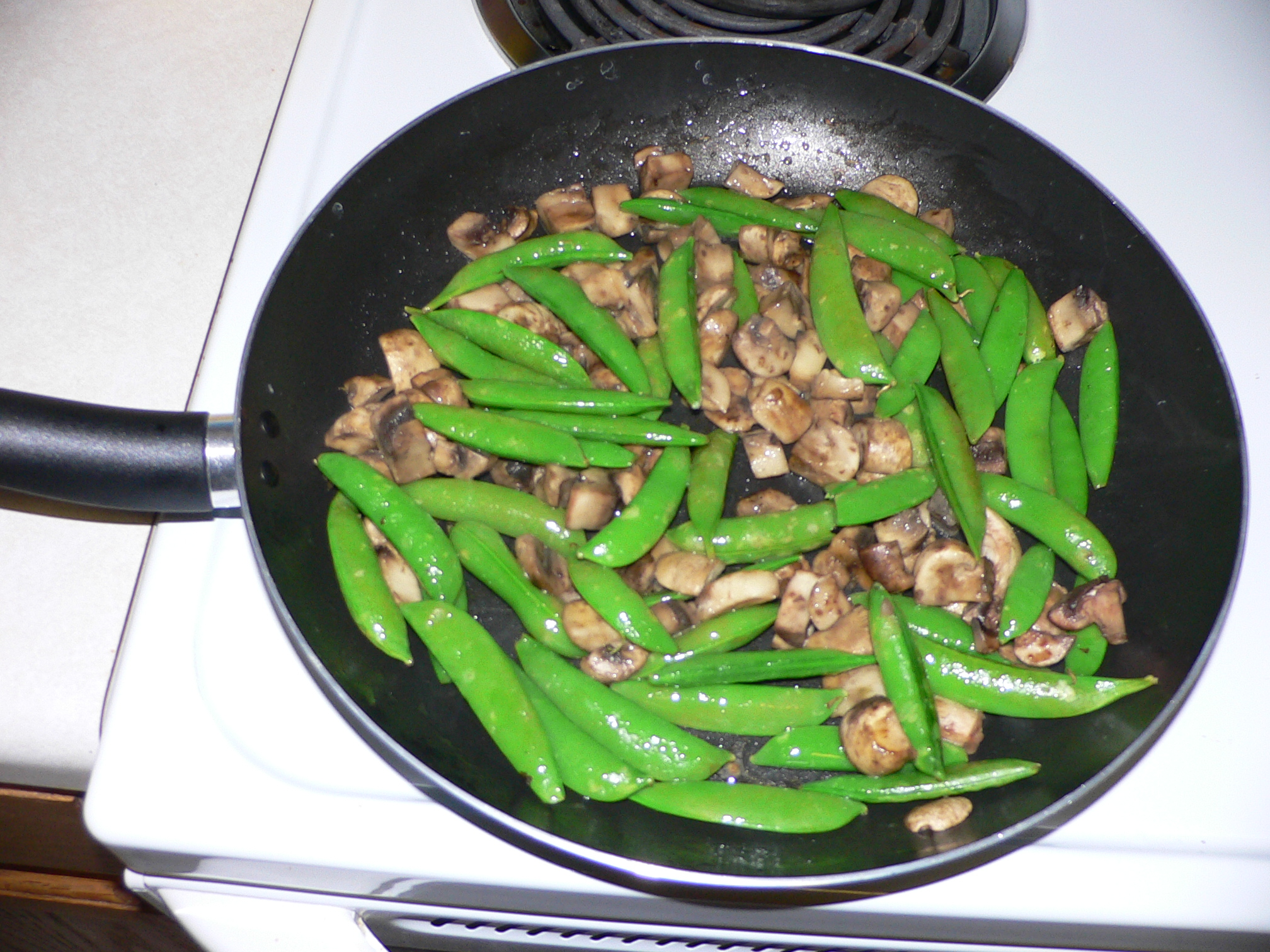
Wokpan met sugarsnaps en champignons

Sommige rassen hebben een draad langs de groeinaden die moet worden afgehaald voordat de groente bereid kan worden. De puntjes van de peulen worden voor het bereiden meestal verwijderd, waarbij de eventueel aanwezige draden meegenomen worden, door het puntje niet helemaal af te snijden, maar de draad mee te trekken. De groente kan worden gekookt, geroerbakt of gestoomd. De bereidingstijd is kort, 3-5 minuten, opdat de peul knapperig blijft. De groente kan vervolgens warm als groente of koud in salades gegeten worden.

## Teelt

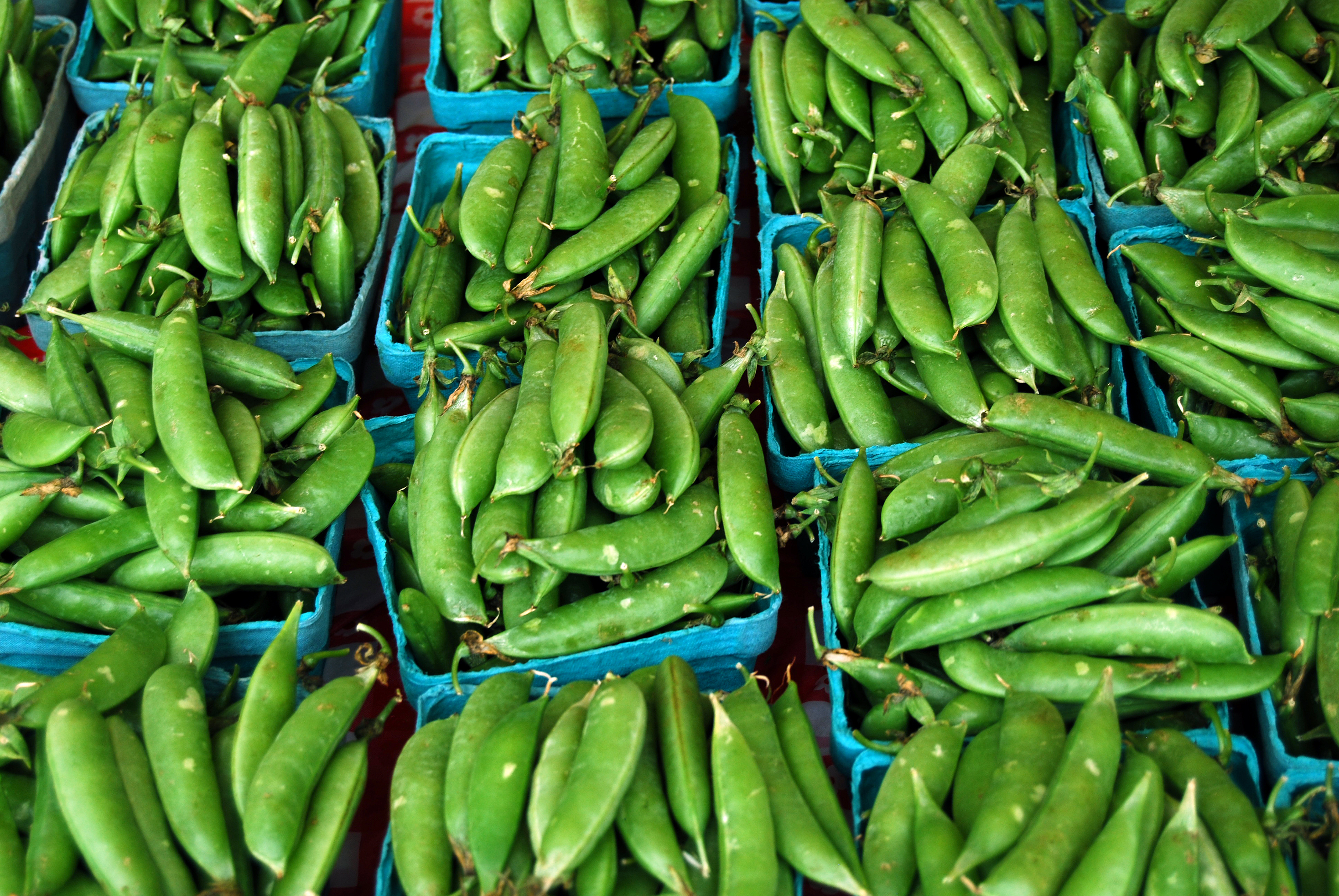
Sugarsnaps klaar voor de verkoop

In Nederland is de zaaitijd maart tot mei. De plant wordt ca. 180 cm hoog en groeit aan gaas. De oogst vindt plaats in juni t/m augustus. De groente zoals in Nederland in de handel komt echter vooral uit het buitenland en is het gehele jaar verkrijgbaar. Sugarsnaps worden geteeld in Kenia, Egypte, Ethiopië, Marokko, Zimbabwe, Tanzania, Peru en Guatemala, maar ook in Californië en China.